# Leptocera cryptica
Leptocera cryptica är en tvåvingeart som beskrevs av Curtis W. Sabrosky 1949. Leptocera cryptica ingår i släktet Leptocera och familjen hoppflugor. Inga underarter finns listade i Catalogue of Life.